# Mali labdarúgó-válogatott
A mali labdarúgó-válogatott - becenevükön Les Aigles, azaz  A sasok - Mali nemzeti csapata, amelyet a mali labdarúgó-szövetség (franciául: Fédération Malienne de Football) irányít. Annak ellenére, hogy a szövetség már 1962-ben felvételt nyert a FIFA-tagállamainak sorába, a válogatott első világbajnoki-selejtező mérkőzését csak 38 évvel később, 2000-ben játszotta.
Legkimagaslóbb eredményüket az 1972-es kontinensviadal ezüstérmével jegyzik, a labdarúgó-világbajnokságra még nem jutottak ki.

## Nemzetközi eredmények
Afrikai nemzetek kupája
- Ezüstérmes: 1 alkalommal (1972)

Afrika-játékok
- Ezüstérmes: 1 alkalommal (1965)

Amilcar Cabral kupa
- Aranyérmes: 2 alkalommal (1989, 1997)
- Ezüstérmes: 4 alkalommal (1979, 1981, 1987, 1988)
- Bronzérmes: 6 alkalommal (1982, 1983, 1984, 1985, 2001, 2005)

CEDEAO-kupa
- Bronzérmes: 1 alkalommal (1983)

Nkrumah kupa
- Ezüstérmes: 1 alkalommal (1963)

## Világbajnoki szereplés
- 1930–1966: Nem indult
- 1966: Visszalépett.
- 1970–1990: Nem indult
- 1994: Visszalépett
- 1998: Visszalépett
- 2002: Nem jutott be
- 2006: Nem jutott be
- 2010: Nem jutott be
- 2014: Nem jutott be
- 2018: Nem jutott be

## Afrikai nemzetek kupája-szereplés
- 1957–1963: Nem indult
- 1965–1970: Nem jutott be
- 1972:  Ezüst
- 1974: Nem jutott be
- 1976: Nem jutott be
- 1978: Kizárták
- 1980: Nem jutott be
- 1982–1986: Nem jutott be
- 1988: Visszalépett
- 1990: Nem jutott be
- 1992: Nem jutott be
- 1994: 4. hely
- 1996–2000: Nem jutott be
- 2002: 4. hely
- 2004: 4. hely
- 2006: Nem jutott be
- 2008: Csoportkör
- 2010: Csoportkör
- 2012:  Bronz
- 2013:  Bronz
- 2015: Csoportkör
- 2017: Csoportkör

### Híresebb játékosok
- Mohamed Sissoko, aki jelenleg a Kitchee védekező középpályása, de megfordult olyan patinás klubokban is, mint a Valencia, avagy a Liverpool.
- Frédéric Kanouté, aki számos emlékezetes és eredményes mérkőzést játszott a Lyonban, a West Hamben, és a Tottenhamben, a Sevilla csatára is volt többek között.
- Mahamadou Diarra, az Olympique Lyonban töltött évi alatt vált világhírűvé, a Real Madridnak, Monaconak és a Fulhamnek is volt  védekező középpályása.